# Орден Короны (Пруссия)
Орден Короны был учреждён Вильгельмом I в 1861 году при вступлении на прусский престол. Имел четыре класса. Вручался как за военные заслуги, так и за гражданские. Также к Ордену сопричислены золотая, серебряная и бронзовая медали.

## Описание
Золотой лапчатый крест, покрытый белой эмалью (знак IV класса не эмалирован). В центре — золотой медальон с королевской короной, по синему ободку медальона — девиз «GOTT MIT UNS» («С Нами Бог») готическими буквами. На обратной стороне — золотой медальон с королевским вензелем из литер «W» и «R» («король Вильгельм») и дата учреждения «Den 18 Oktober 1861» на синем ободке. За боевые заслуги награждённый получал знаки с мечами. Орден мог также вручаться с миниатюрным красным крестом за достижения в области здравоохранения.
Знак I класса носился на ленте через левое плечо к правому бедру, со звездой на левой стороне груди. Знак II класса носился на шее, также со звездой. Знаки остальных классов — на груди.
Звезда I класса — восьмиконечная, звезда II класса — ромбовидная. В центре обеих звёзд — медальон, аналогичный медальону на лицевой стороне знака ордена.
Лента ордена — тёмно-синяя (с 1865 — более светлая синяя), в особых случаях орден мог быть вручён на ленте королевского ордена Дома Гогенцоллернов.

## Знаки ордена
- Знак ордена I класса;
- Звезда I класса;
- Знак и звезда второго класса;
- Знак III класса с красным крестом;
- Знак IV класса;
- Генерал фон Кречман[нем.] со звездой ордена Короны I класса (верхняя) и знаком на ленте;
- Генерал фон Плессен со звездой ордена Короны I класса и знаком на ленте;
- Адмирал фон Притвиц[нем.] со знаком ордена Короны II класса (на шее - второй сверху) и звездой II класса (в верхнем ряду - первая от центра);
- Политик и фабрикант Фриц Калле[нем.] со знаками ордена Короны III класса (на груди - второй справа) и IV класса с красным крестом (третий справа).